# Sūtra des contemplations du Bouddha Vie-Infinie
 (décembre 2015).
Si vous disposez d'ouvrages ou d'articles de référence ou si vous connaissez des sites web de qualité traitant du thème abordé ici, merci de compléter l'article en donnant les références utiles à sa vérifiabilité et en les liant à la section « Notes et références ».

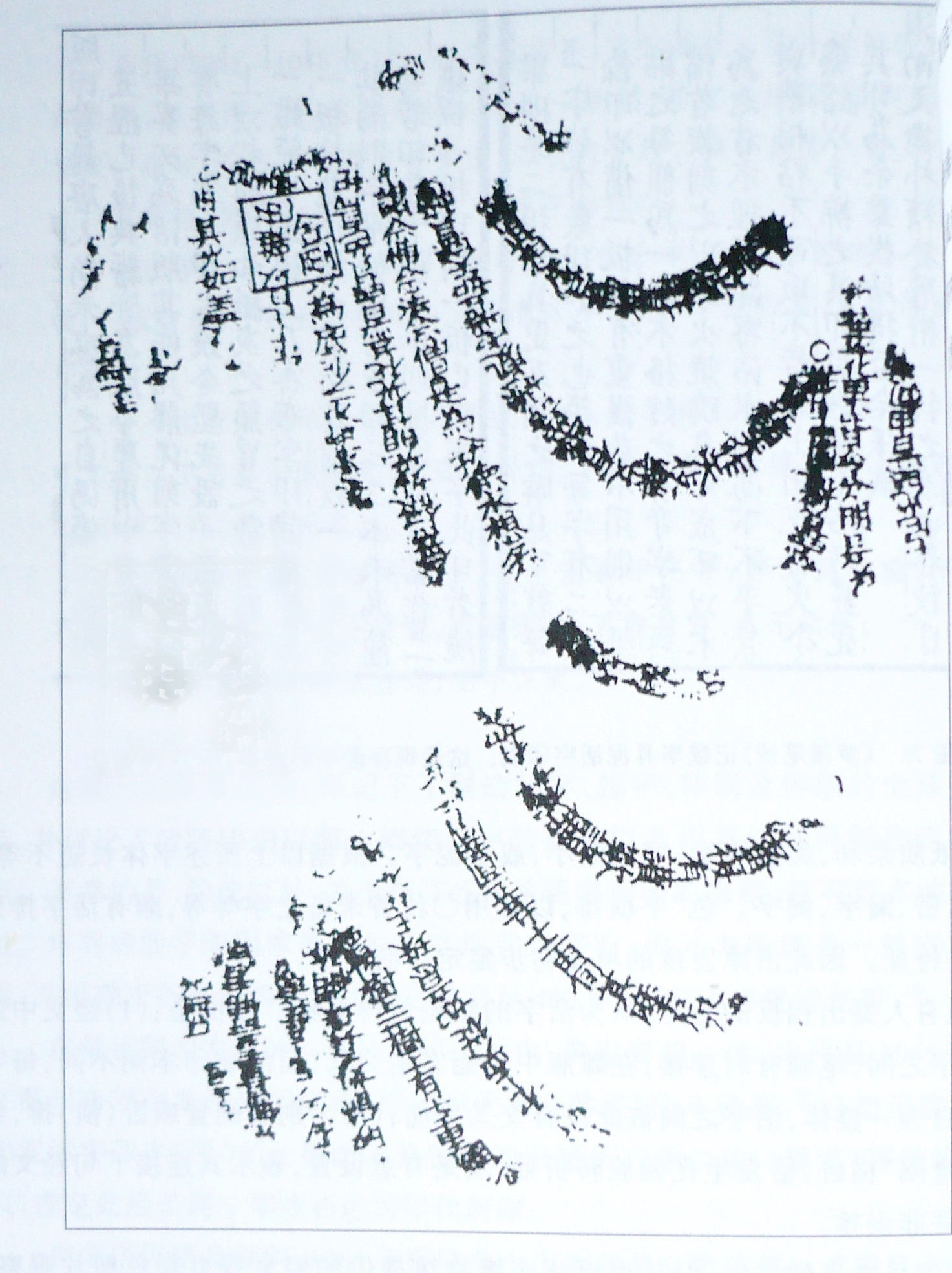
Détail d'une copie partielle du sūtra datant du début du XIIe siècle et retrouvée à Wenzhou en 1965.

Le Sūtra des contemplations du Bouddha Vie-Infinie, appelé aussi Sūtra des contemplations du Bouddha Amitayus, du sanscrit Amitāyurdhyāna Sūtra (chinois : 佛說觀無量壽經, pinyin : Fú shuō guān wúliàng shòu jīng ; japonais : 観無量寿経, Kanmuryōju-kyō ; vietnamien : Quán Vô Lượng Thọ kinh), est l’un des trois principaux sūtras du bouddhisme de la Terre pure, branche du bouddhisme mahāyāna. Amitāyus (Vie-Infinie) est un des noms du bouddha Amitābha (Lumière-Infinie), ces deux bouddhas étant aussi connu sous le nom de Amida dans l'aire sino-japonaise.
Le texte expose les méthodes de méditation données par le Bouddha Gautama qui permettent aux êtres sensibles de visualiser la Terre pure de l’Ouest d’Amitābha (Sukhāvatī) et d’y renaître.

## Histoire
L’origine du sūtra n’est pas connue et se perd probablement dans la tradition indienne, jusqu’à sa traduction en chinois dans la première moitié du Ve siècle. On ne connaît ce texte que par une traduction en chinois due à un moine indien (ou peut-être originaire d'Asie centrale) du nom de Kālyaśas (383-442). Il fut actif à Nankin entre 424 et sa mort, et c'est dans cet intervalle qu'il doit avoir traduit le sûtra. Aucune version en sanscrit ne nous est parvenue,. Selon Buswell et Lopez, cette absence de version sanscrite attestée amène aujourd'hui à penser qu'il pourrait s'agir d'un texte apocryphe, écrit directement en Chine ou en Asie centrale. En fait, il est désormais admis que le texte reprend les grandes lignes d'un exercice de visualisation pratiqué en Asie Centrale, peut-être plus spécifiquement dans la région de Turfan.
Avec le Sūtra de Vie-Infinie et le Sūtra d’Amitābha, il forme le corpus de base du bouddhisme de la Terre pure, qui se répand dans la Chine des Tang au Ve siècle, et est probablement ultérieur aux deux autres.

## Contenu
Le sūtra narre d'abord l’histoire du prince Ajatashatru qui, sous la mauvaise influence de son ami Devadatta, fit enfermer son père, le roi Bimbisâra, pour usurper son trône. Quand il apprend que Vaidehī, sa mère, apporte en cachette de la nourriture à son mari, il l'emprisonne également. Au désespoir, celle-ci pria le Bouddha de soulager sa peine et de lui permettre de voir Moggallana et Ánanda. Le Bouddha, qui écoutait la reine, exauça son souhait et même, apparut en personne dans la chambre, entouré de Moggallana et d'Ananda. Se prosternant, la reine se lamenta sur le mauvais fonds de son fils et l'implora de lui enseigner comment atteindre la Terre pure de l’Ouest du bouddha Amitābha (Sukhāvatī), une terre libre de souffrance (dukkha) où elle souhaitait renaître.
Répondant à son souhait, le Bouddha révéla d’abord les trois ensembles d’actions synonymes de karma pur qui permettent de renaître dans la Terre pure : prendre soin de ses parents et de ses maîtres et pratiquer les dix actions de bien ; prendre refuge dans les Trois Joyaux ; aspirer à l’Éveil, croire sincèrement à la Loi de cause-et-effet, réciter les sūtras et encourager les êtres à progresser.
Ensuite, le Bouddha annonça qu’il allait enseigner à Vaidehī et à tous les êtres sensibles seize méthodes permettant de renaître dans la terre occidentale du Suprême Bonheur: 
1. Contemplation du coucher de soleil à l’Ouest
2. Contemplation de l’eau, puis de sa transformation en glace et en joyaux, baigné de lumière
3. Contemplation du sol et des pavillons de la Terre pure en visualisant distinctement les détails de la seconde contemplation
4. Contemplation des arbres de joyaux diffusant différentes lumières
5. Contemplation des étangs et des ruisseaux de la Terre pure
6. Contemplation d’instruments de musiques de devas dont le son permet de percevoir comme un tout le sol, les arbres et les étangs de joyaux.
7. Contemplation du trône de lotus. Avant la description de cette contemplation, le bouddha Amitābha apparut dans une lumière aveuglante avec les bodhisattvas Avalokiteśvara et Mahāsthāmaprāpta.
8. Contemplation de l’image d’Amitābha, des bodhisattvas Avalokiteśvara et Mahāsthāmaprāpta, de leur lumière ainsi que l’écoute du Dharma
9. Contemplation d’Amitābha lui-même et de ses caractéristiques
10. Contemplation d’Avalokiteśvara
11. Contemplation de Mahāsthāmaprāpta
12. Contemplation des aspirants eux-mêmes, dans la Terre pure de l’Ouest
13. Contemplation d’Amitābha et des deux bodhisattvas (Triade d’Amitābha)

Puis le Bouddha décrivit les neuf degrés d’êtres qui naissent dans la Terre pure de l’Ouest en fonction de leur compréhension du dharma, répartis en trois classes et donc trois niveaux par classe (haut, moyen, bas). Pour chaque niveau furent indiqués les conditions d’appartenance et l’accueil réservé dans la Terre pure.
1. Le plus haut niveau de la plus haute classe pour ceux qui sont résolus à naître dans la terre pure et qui mène leur vie dans ce sens.
2. Le niveau moyen de la plus haute classe pour ceux qui comprennent la loi du karma ainsi que les enseignements du Bouddha et aspirent à renaître dans la terre pure.
3. Le plus bas niveau de la plus haute classe pour ceux qui acceptent la loi du karma et aspirent à renaître dans la terre pure. Ceux qui appartiennent à la plus haute classe verront Amitābha et ses assistants au moment de la mort, et ces trois niveaux sont considérés comme la quatorzième contemplation.
4. Le plus haut niveau de la classe moyenne pour ceux qui pratiquent les Cinq Préceptes, observent les huit abstinences et le commètent pas les cinq offenses les plus graves.
5. Le niveau moyen de la classe moyenne pour ceux qui ont pratiqué au moins une journée les huit abstinences et quelques autres principes.
6. Le plus bas niveau de la classe moyenne pour ceux qui sont généreux et attentionnés dans leur vie à l’égard de leurs parents et d’autrui. Les aspirants aux deux plus haut niveaux de cette classe verront Amitābha au moment de leur mort, et ceux du plus bas niveau verront un enseignant, puis Avalokiteśvara et Mahāsthāmaprāpta sept jours après leur renaissance.
7. Le plus haut niveau de la classe inférieure pour ceux qui ont commis des actes négatifs, mais qui pourront au moment de la mort effacer leur mauvais karma par l’écoute d’un maître et l’appellation à haute voix du nom du bouddha Amitābha (Nianfo).
8. Le niveau moyen de la classe inférieure pour ceux ont enfreint les Cinq Préceptes ou d’autres préceptes qui les vouent aux enfers. L’écoute d’un maître au moment de la mort peut effacer le mauvais karma.
9. Le plus bas niveau de la classe inférieure pour ceux qui ont accumulé énormément de mauvais karma par toutes sortes d’immoralités et de transgressions. À leur mort, même l’enseignement d’un maître ne suffira pas à leur faire prendre conscience du Bouddha, mais ils pourront s’accrocher à la récitation du nom du bouddha Amitābha. Ces niveaux forment la seizième et dernière contemplation.

Le Bouddha révéla finalement le nom du sūtra qu’il venait de décrire et recommanda de se rappeler le nom du bouddha Amitābha. Ánanda, disciple du Bouddha, rapporta à une assemblée humaine cet enseignement.